# Pedro Ramos (médico)
Pedro Ramos Calvo (Zamora, 1959-Vitoria, 10 de mayo de 2009) fue un doctor, comunicador y político español.

## Biografía
Pedro Ramos nació en Zamora en 1959. Se licenció en Medicina en 1983 por la Universidad del País Vasco y se doctoró en Cirugía por la Universidad de Zaragoza (1986). Estaba casado y tenía dos hijos.
Entre los años 1991 y 1995 fue diputado del PNV ocupando la cartera de Cultura. De su experiencia en la vida política se recuerda el escándalo de las falsas pinturas rupestres de Zubialde.
Era profesor titular de la Universidad del País Vasco con docencia en la Facultad de Medicina, Farmacia, Dietética y Nutrición y Escuela de Formación de Profesorado (especialidad Educación Física). Fue miembro de número de la Real Sociedad Española de Médicos Escritores, de la Real Sociedad Española de Historia de las Ciencias y de número de la Real Sociedad Bascongada de Amigos del País.
Su faceta divulgadora le llevó a ser uno de los personajes más conocidos de la medicina en televisión. Colaboró en TVE en el programa Saber Vivir, en Pásalo de ETB así como en programas o espacios propios en Álava-7 TV, Punto Radio, prensa escrita del Grupo Vocento y la revista de salud Muy Saludable. A lo largo de su carrera publicó 12 libros de medicina deportiva.
El doctor Ramos falleció el 10 de mayo de 2009 en Vitoria mientras corría una carrera popular de 10 km que se celebraba junto al Maratón Internacional Martín Fiz. Sufrió un infarto en el kilómetro cuatro. Pedro Ramos ya había sufrido un infarto en 2004 y estaba operado del corazón con dos by-pass. La noticia de su muerte conmocionó a la población universitaria y política.